# Damernas lagtävling i florett vid olympiska sommarspelen 1984
Damernas lagtävling i florett i de olympiska fäktningstävlingarna 1984 i Los Angeles avgjordes den 5-6 augusti.

## Medaljörer
| Event        | Guld                                                                                                 | Silver                                                                                             | Brons |
| Florett, lag | Västtyskland Ute Kircheis-Wessel Christiane Weber Cornelia Hanisch Sabine Bischoff Zita Funkenhauser | Rumänien Aurora Dan Monika Weber-Koszto Rozalia Oros Marcela Moldovan-Zsak Elisabeta Guzganu-Tufan | Frankrike Laurence Modaine Pascale Trinquet-Hachin Brigitte Latrille-Gaudin Veronique Brouquier Anne Meygret |

## Laguppställningar
| Argentina - María Alicia Sinigaglia - Sandra Giancola - Constanza Oriani - Silvana Giancola Kanada - Caroline Mitchell - Shelley Steiner-Wetterberg - Madeleine Philion - Jacynthe Poirier - Marie-Huguette Cormier Kina - Jujie Luan - Zhu Qingyuan - Li Huahua - Wu Qiuhua - Zhu Minzhu | Frankrike - Laurence Modaine-Cessac - Pascale Trinquet-Hachin - Brigitte Latrille-Gaudin - Véronique Brouquier - Anne Meygret Storbritannien - Ann Brannon - Linda Ann Martin - Fiona McIntosh - Liz Thurley - Katie Arup Italien - Dorina Vaccaroni - Clara Mochi - Margherita Zalaffi - Lucia Traversa - Carola Cicconetti Japan - Mieko Miyahara - Azusa Oikawa - Miyuki Maekawa - Tomoko Oka | Rumänien - Aurora Dan - Monika Weber-Koszto - Rozalia Oros - Marcela Moldovan-Zsak - Elisabeta Guzganu-Tufan USA - Vincent Bradford - Sharon Monplaisir - Susan Badders - Debra Waples - Jana Angelakis Västtyskland - Christiane Weber - Cornelia Hanisch - Sabine Bischoff - Ute Kircheis-Wessel - Zita-Eva Funkenhauser |